# Чёрная наука
Чёрная наука (англ. Black Science) — авторская серия американских комиксов Рика Ремендера и итальянского художника Маттео Скалера. Image Comics выпустила первый номер в ноябре 2013 года. Рассказ следует за Грантом Маккеем, членом Лиги учёных-анархистов, он и его команда пытаются выжить в беспорядочных скачках между альтернативными вселенными в надежде вернутся в родную реальность.

## Сюжет
Главный герой — учёный-анархист Грант Маккей изобретает устройство, способное совершать скачки в другие реальности. Предполагается, что это открытие позволит решить множество земных проблем благодаря технологиям других цивилизаций. Однако, уже в первом альтернативном мире выясняется, что «Столп» был повреждён, поэтому устройство переносит членов экспедиции в случайные миры и время между скачками также выбирается произвольно.

## Критика
Серия заслужила преимущественно положительные оценки критиков и читателей. Российский журнал «Мир фантастики» отметил «мастерское повествование» и насыщенность сюжета приключениями и яркими оригинальными мирами, в которых приходится действовать персонажам. А рецензент SpiderMedia.Ru отмечал рисунок, особенно в плане использования интересных ракурсов и расположения панелей. Бенджамин Бейли из IGN дал первому выпуску 10 баллов из 10 и посчитал, что это «вероятно, один из самых красивых комиксов». Мэтт Литтл из Comic Book Resources, обозреваю дебют, отмечал химию между художниками. Джастин Патридж из Newsarama поставил первому выпуску оценку 10 из 10 и отмечал, что «комикс совершенно не похожа ни на что, что есть сейчас на полках».